# NXP Semiconductors
NXP (de Next eXPerience) Semiconductors es una empresa fabricante de semiconductores que se creó el 31 de agosto de 2006 a partir de la división de semiconductores de la empresa neerlandesa Philips.

## Historia
En diciembre de 2005, Frans van Houten, consejero delegado de Philips Semiconductors anunció la intención de Philips de desprenderse de su división de semiconductores (como lo hizo en su momento Siemens con Infineon) o mediante la venta a otro grupo de semiconductores.
El 4 de agosto de 2006, Frans van Houten dijo que el 80,1 % de Philips Semiconductores se vendió a un grupo de inversores de EE. UU. (Kholberg Kravis Roberts (KKR), Silver Lake Partners y AlpInvest Partners NV), conservando Philips el 19,9% restante.
El 1 de septiembre de 2006, Frans van Houten, dijo que la nueva compañía se llamaría NXP. La denominación NXP hace referencia al eslogan Consumer Next Experience y a la plataforma multimedia Nexperia Philips Semiconductors.
El logotipo de la nueva compañía recuerda a su relación con Philips por el eslogan "fundada por Philips".
En 2006 Philips Semiconductors se situó en el noveno puesto mundial entre los mayores fabricantes de semiconductores del mundo.
El 10 de abril de 2008, NXP se separa de su rama "Mobile & Personal" en favor de una empresa conjunta al 80% por su competidor STM. La nueva compañía, una subsidiaria de STMicroelectronics, que lleva el nombre de ST-NXP Wireless, se sitúa en el tercer puesto mundial en su sector. El director ejecutivo de NXP, dijo entonces que las fusiones y adquisiciones no se han completado.
El 12 de septiembre de 2008, se anunció un plan global de reestructuración, según el cual se prescindiría de 4500 puestos de trabajo.
En 2009, NXP vende su división de móviles a la compañía holandesa Gemalto.

## Productos
NXP toma el catálogo de productos de semiconductores de Philips, actualmente la familia de circuitos más popular es vendido bajo la marca Nexperia.
El Nexus S de Google tiene un chip NFC de esta empresa.